# Equipo de Copa Davis de México
El equipo mexicano de Copa Davis es el representativo de México en la máxima competición internacional a nivel de naciones del tenis masculino. Comenzó a participar en el año 1924. Su mejor actuación fue en la Copa Davis 1962 cuando llegó a la final contra Australia, perdiendo por 5-0.
Es el equipo latinoamericano con más ediciones disputadas en el torneo. México es uno de los fundadores del Grupo Mundial de Copa Davis en 1981, y jugó en esa división en 1982, 1986, 1987, 1988, 1989, 1990, 1991 y 1996. Logró llegar a cuartos de final en 1986 (victoria 3-2 ante Alemania, derrota 4-1 ante EE. UU.) y 1987 (victoria 5-0 ante Gran Bretaña, derrota 4-1 ante Australia)

## Uniformes
| Segundo de Juego. | Tercero de Juego. | 1.º Alternativo de Juego y Comisión Técnica. | 2.º Alternativo de Juego y Comisión Técnica. |  |  |  |  |  |

## Plantel
| Jugador           | Debut | Individuales | Dobles |
| ----------------- | ----- | ------------ | ------ |
| Daniel Garza      | 2006  | 9 - 6        | 3 - 0  |
| Manuel Sánchez    | 2011  | 0 - 2        | 0 - 0  |
| César Ramírez     | 2008  | 5 - 5        | 0 - 1  |
| Santiago González | 2001  | 8 - 5        | 8 - 11 |

Capitán: Jorge Lozano.

Este equipo enfrentó a El Salvador en la 1.ª ronda del Grupo 2 de la Zona Americana en la Copa Davis 2012.